# Vasile Popescu
Vasile Popescu (Bucarest, 10 maggio 1925 – 2003) è stato un cestista e allenatore di pallacanestro romeno.

## Carriera
Con la Romania ha disputato i Campionati europei del 1947 e le Olimpiadi del 1952, segnando 10 punti in 2 partite.
Da allenatore ha guidato la Romania a tre edizioni dei Campionati europei (1955, 1963, 1965).